# NFC Rot-Weiß Berlin
NFC Rot-Weiß Berlin is een Duitse voetbalclub uit het Berlijnse stadsdeel Neukölln.

## Geschiedenis
De club werd in 1932 opgericht als Neuköllner FC Arsenal. Eén jaar later sloot Neuköllner TV Friesen zich bij de club aan. Tot aan het einde van de Tweede Wereldoorlog speelde de club in de lagere reeksen. Na de oorlog werd de club ontbonden en in 1947 heropgericht als SG Herfurth Neukölln. In 1949 werd de naam SC Rot-Weiß Neukölln aangenomen en in 1956 Neuköllner FC Rot-Weiß. In 1971 promoveerde de club naar de Amateurliga Berlin, toen de derde klasse. Na een tweede plaats achter BFC Preußen promoveerde de club naar de Regionalliga Berlin, een van de vijf tweede klassen van West-Duitsland. Deze competitie was een maatje te groot voor de club die afgetekend laatste werd. Het volgende seizoen werd de club slachtoffer van de competitiehervorming. De Regionalliga werd vervangen door de 2. Bundesliga en de club kwalificeerde zich niet voor de nieuwe Oberliga/Amateurliga. In 1977 promoveerde de club nog één keer, maar werd laatste. Hierna verdween de club in de anonimiteit.
In 1997 sloot het merendeel van de spelers van het ter ziele gegane Neuköllner SC Südstern-Azur zich bij de club aan. In 2014 promoveerde de club naar de Bezirksliga en speelde daar twee seizoenen.